# 拉普拉縣
拉普拉縣（或稱）是愛沙尼亞西部的一個縣。其东为耶尔瓦县，其南为派尔努县，其西为莱内县，其北为哈爾尤縣。面積2,765平方公里。2021年人口為33,383人。首府拉普拉。

## 历史
最早提及拉普拉的文献是早在1241年的丹麦人口普查记录中。

## 市镇
2017年爱沙尼亚行政改革后，拉普拉县划分为4个乡村型市镇。改革前曾有10个市镇。
| 编号 | 市镇     | 类型 | 人口 (2018) | 面积 km2 | 人口密度 |
| ---- | -------- | ---- | ----------- | -------- | -------- |
| 1    | 凯赫特纳 | 乡村 | 5,605       | 512      | 10.9     |
| 2    | 科希拉   | 乡村 | 7,096       | 230      | 30.9     |
| 3    | 迈尔亚马 | 乡村 | 7,739       | 1,174    | 6.6      |
| 4    | 拉普拉   | 乡村 | 13,334      | 849      | 15.7     |

## 地理
拉普拉县发现的天然资源，包括石灰石、白云石、泥炭和粘土。

## 教堂
拉普拉教堂建于1901年。然而，内部大部分东西可以追溯到几百年，有很高艺术和历史价值。在教堂的院子里，有几个从17世纪保留下来的十字架。

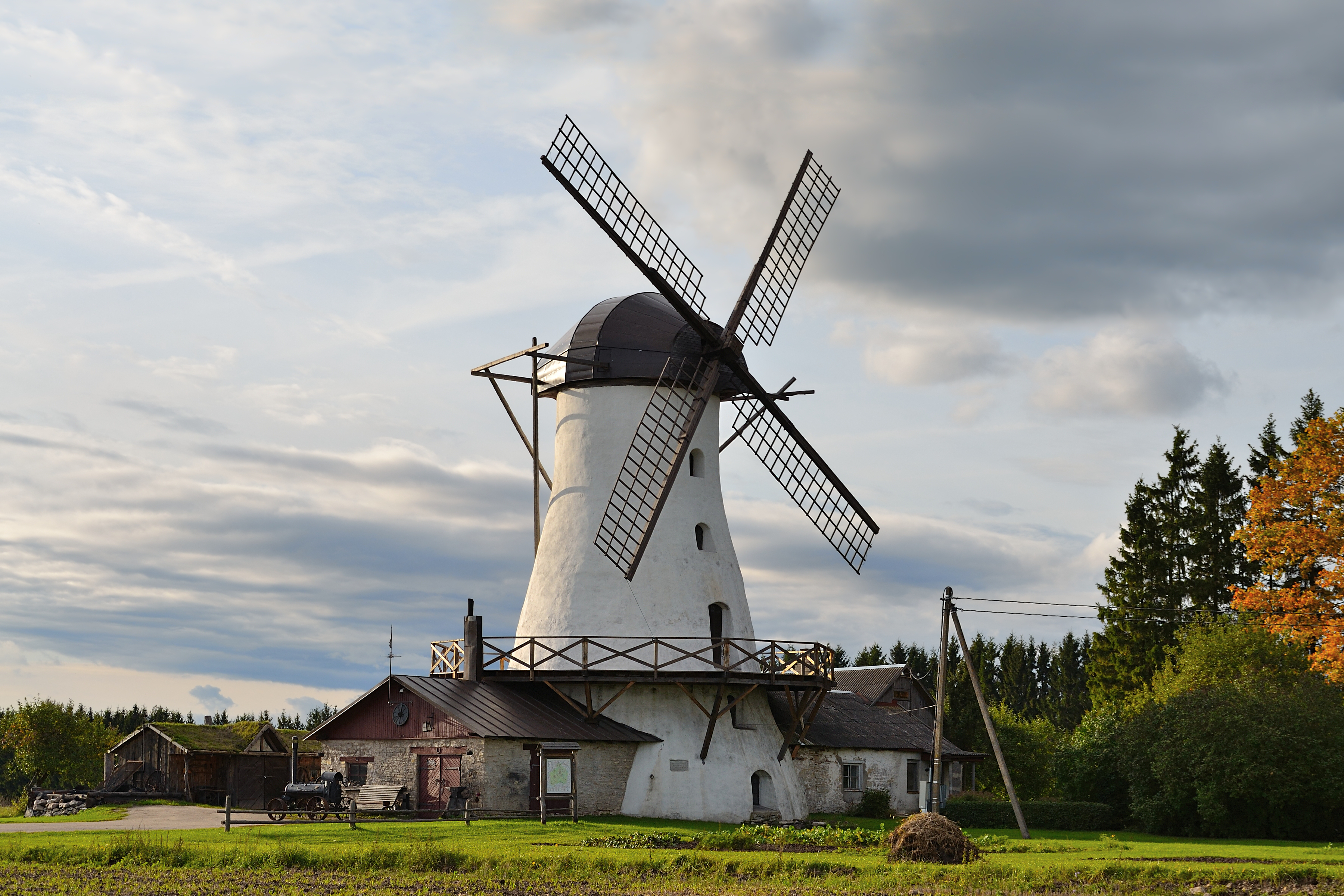
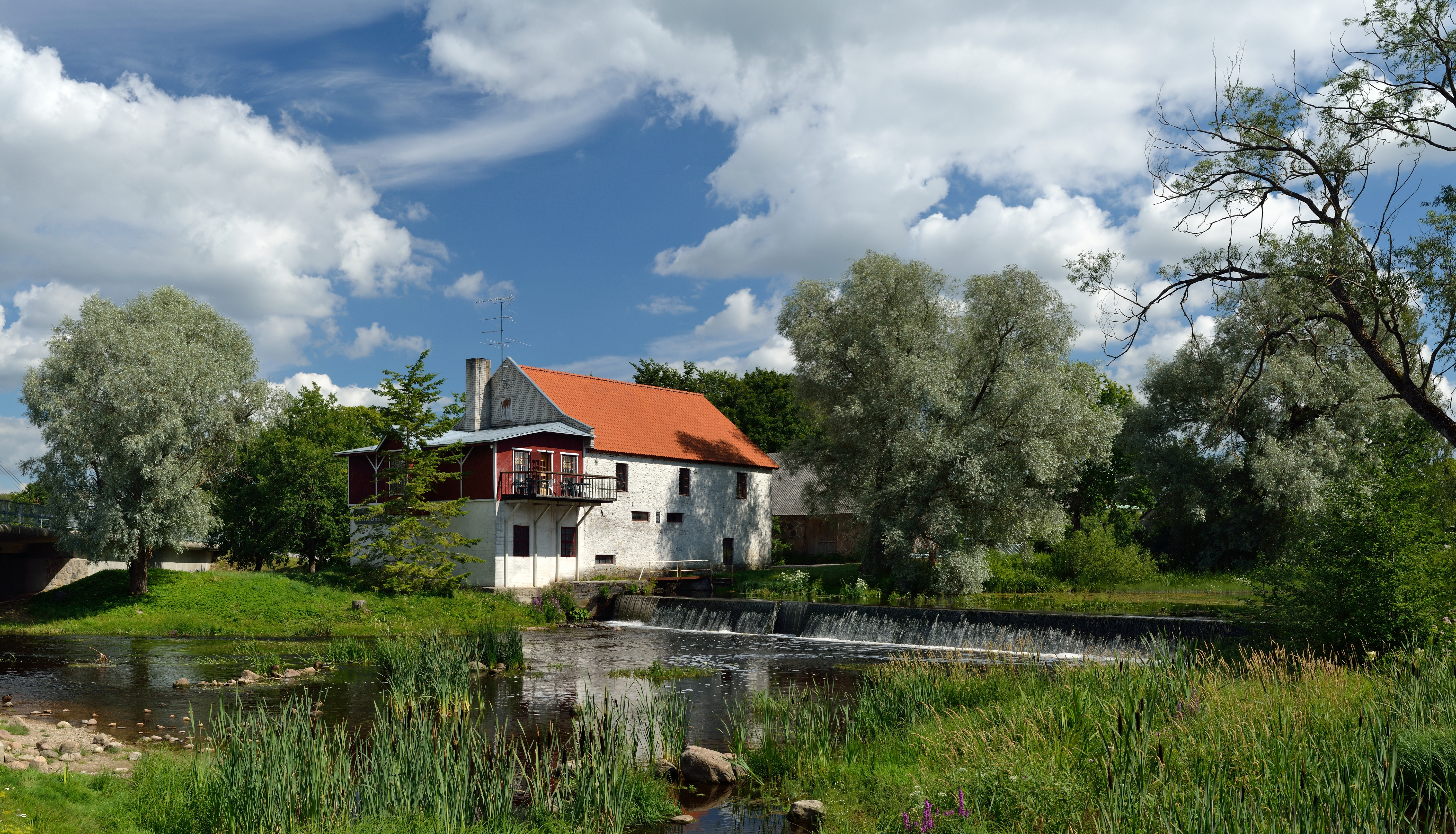
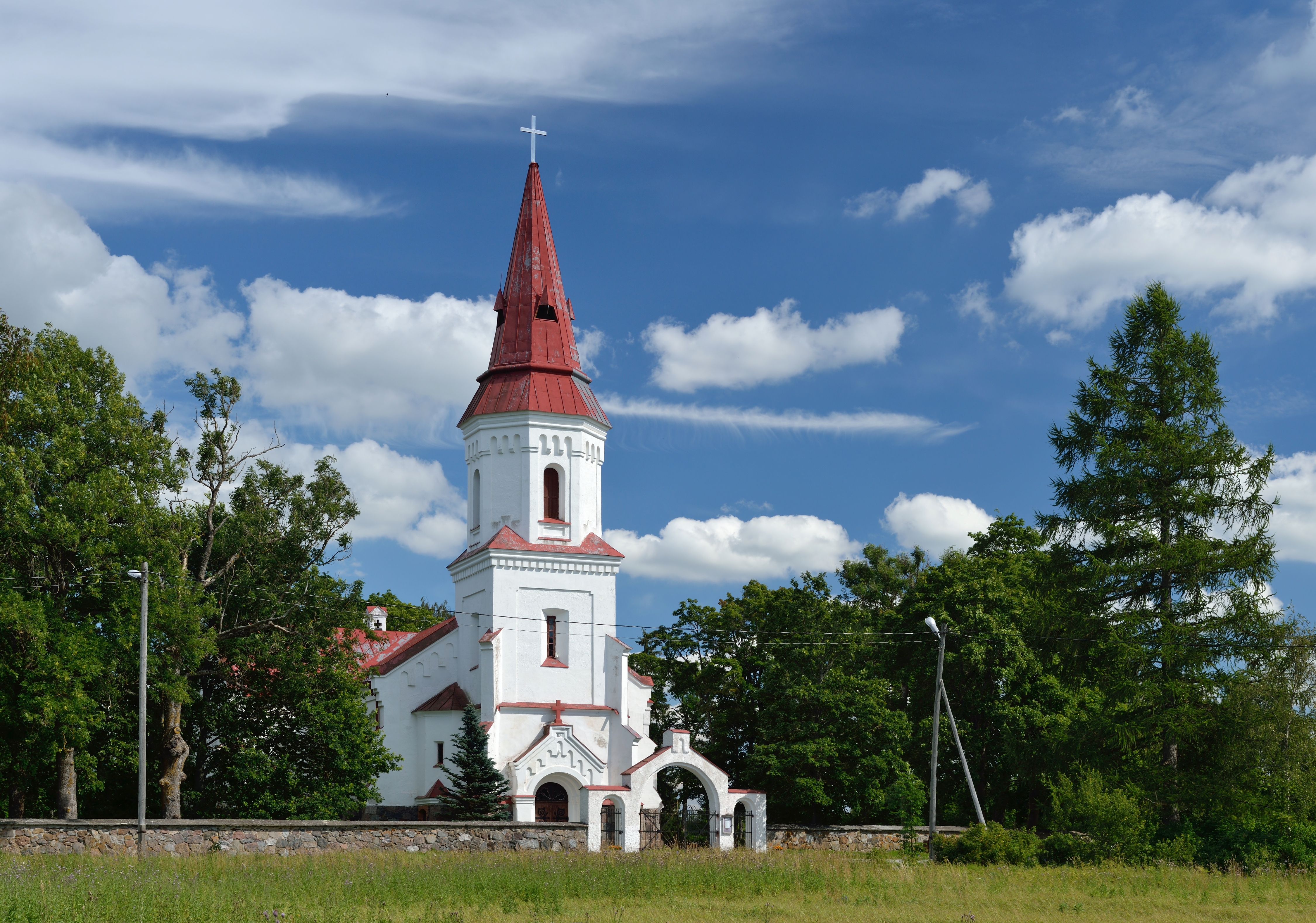
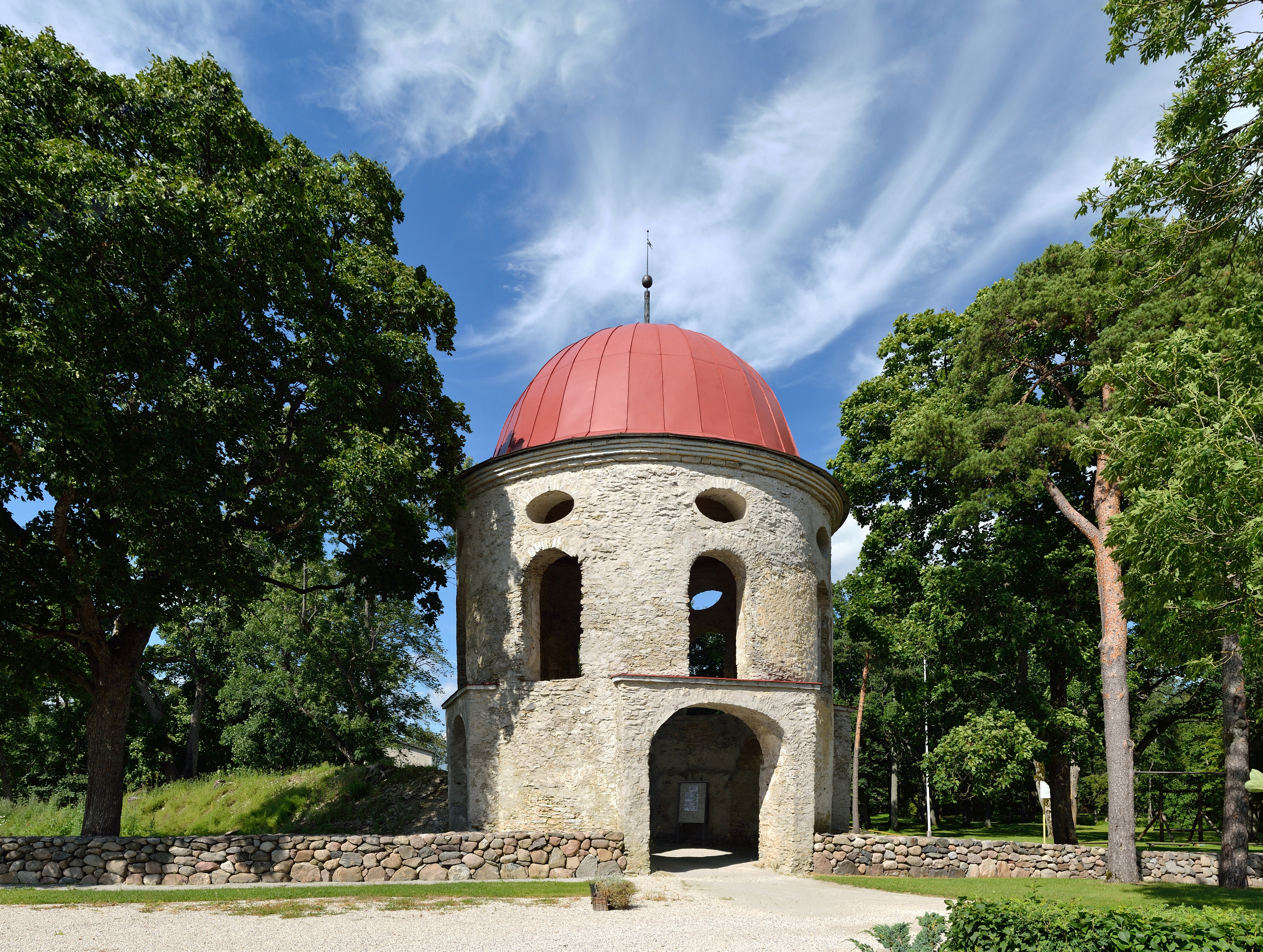
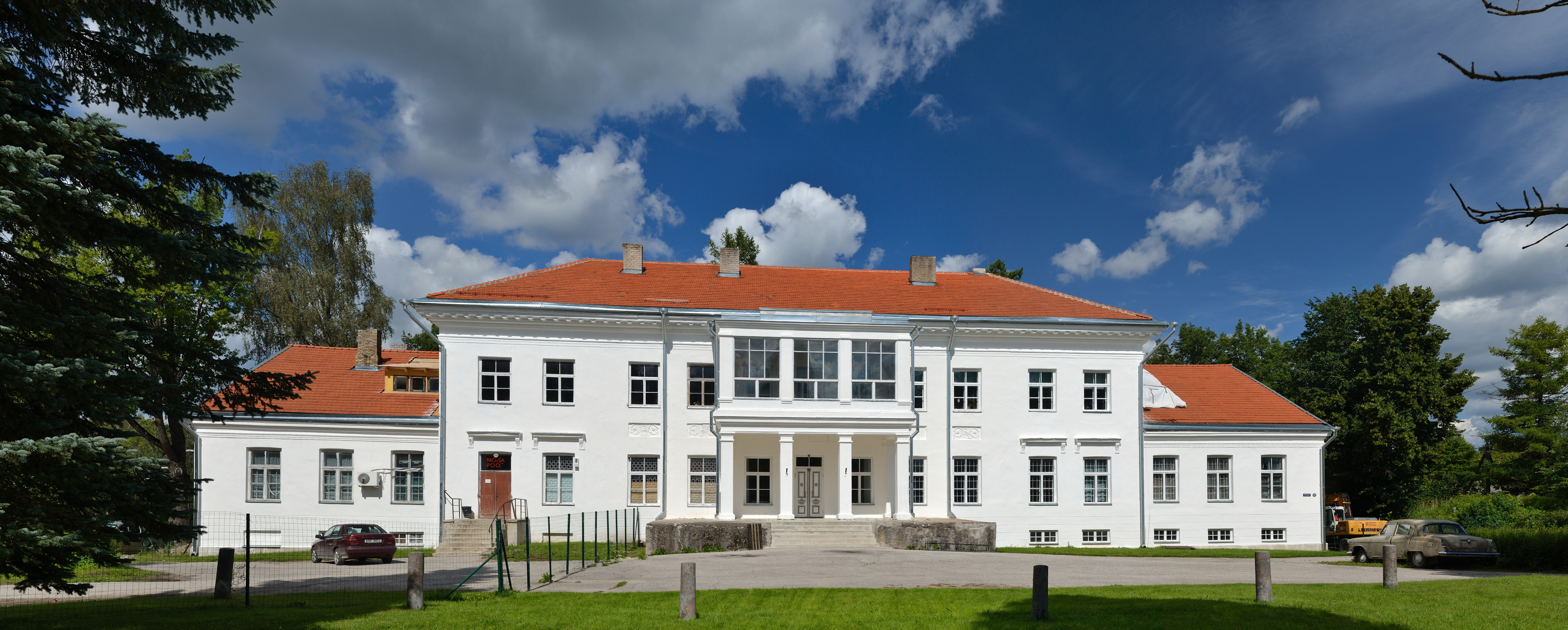
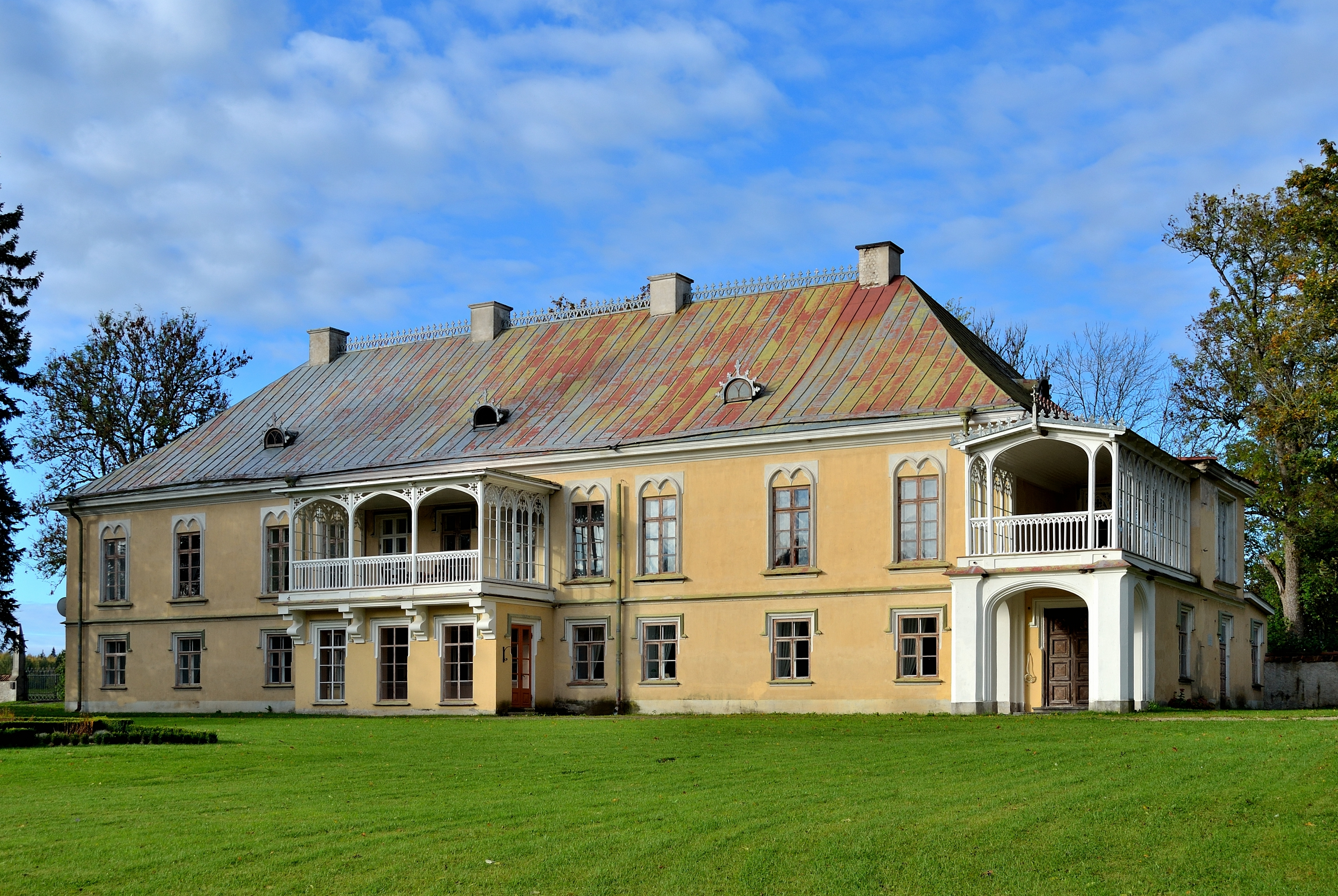